# Чаплинка (Лубенський район)
Чапли́нка —  село в Україні, у Чорнухинській селищній громаді Лубенського району Полтавської області. Населення становить 44 осіб. Колишній орган місцевого самоврядування — Хейлівщинська сільська рада.

## Географія
Село Чаплинка знаходиться на відстані 1 км від сіл Хейлівщина та Яцюкове. По селу протікає пересихаючий струмок з загатою.